# 오마 엡스
오마 엡스(Omar Epps, 1973년 7월 20일 ~ )는 미국의 배우, 래퍼, 제작자이다. 폭스 드라마 《하우스》(2004-12)를 통해 NAACP 이미지상 드라마 부문 남우조연상을 세 차례 수상했다.

## 출연 작품

### 영화
- 돌아온 이탈자 2 (1992)
- 프로그램 (1993)
- 메이저 리그 2 (1994)
- 하이어런닝 (1995)
- 돈 비 어 메니스 투 사우스 센트럴 와일 드링킹 유어 쥬스 인 더 후드 (1996)
- 스크림 2 (1997)
- 챔피언의 아침 (1999)
- 인 투 딥 (1999)
- 브라더 (2000)
- 드라큘라 2000 (2000)
- 빅 트러블 (2002)
- 어게인스트 더 로프 (2004)
- 나를 책임져, 알피 (2004)
- 트래픽 (2018)
- 3022: 지구 대폭발 (2019)
- 딜리버런스 (2024)

### 텔레비전
- ER (1996-97)
- 하우스 (2004-12)
- 레저렉션 (2014-15)
- 더블 타겟 (2016-18)
- 디스 이즈 어스 (2019-20)